# Distretto di Meghila
Il distretto di Meghila è un distretto della provincia di Tiaret, in Algeria.

## Comuni
Il distretto di Meghila comprende 3 comuni:
- Meghila
- Sebt
- Sidi Hosni